# András Németh
András Németh (Città del Capo, 9 novembre 2002) è un calciatore ungherese di origini sudafricane, attaccante del Puskás Akadémia.

## Biografia
Németh nasce a Città del Capo, in Sudafrica, da padre ungherese e madre sudafricana.

## Carriera

### Club
Nel 2010, già a partire dall'età di 8 anni, ha iniziato a giocare a calcio entrando nel Vasas, all'interno del quale resterà fino al 2016, anno in cui firma un contratto per entrare nello Sporting Hasselt, rimanendovi però solo per qualche mese prima di approdare al Genk.
Dopo un prestito nella seconda divisione belga al Lommel, debutta nella prima squadra del Genk, con il quale riesce a segnare due gol durante la stagione 2021-2022.
Nel gennaio del 2023 firma un contratto di tre anni e mezzo con l'Amburgo.

### Nazionale
Debutta in nazionale maggiore il 17 novembre 2022, nell'amichevole Ungheria-Lussemburgo, finita poi 2-2, in cui ha realizzato il suo primo gol al 67º minuto. Tuttavia nella stessa partita si provoca un infortunio al ginocchio che non gli consente di prendere parte alla seconda amichevole con la Grecia tre giorni dopo.

## Statistiche

### Presenze e reti nei club
Statistiche aggiornate al 5 aprile 2025.
| Stagione        | Squadra         | Campionato      | Campionato | Campionato | Coppe nazionali | Coppe nazionali | Coppe nazionali | Coppe continentali | Coppe continentali | Coppe continentali | Altre coppe | Altre coppe | Altre coppe | Totale | Totale | Totale |
| Stagione        | Squadra         | Comp            | Pres       | Reti       | Comp            | Pres            | Reti            | Comp               | Pres               | Reti               | Comp        | Pres        | Reti        | Pres   | Reti   |        |
| --------------- | --------------- | --------------- | ---------- | ---------- | --------------- | --------------- | --------------- | ------------------ | ------------------ | ------------------ | ----------- | ----------- | ----------- | ------ | ------ | ------ |
| 2019-2020       | Lommel          | D2              | 2          | 0          | CB              | -               | -               | -                  | -                  | -                  | -           | -           | -           | 2      | 0      |        |
| 2021-2022       | Genk            | D1              | 3+2        | 1+1        | CB              | 0               | 0               | UCL+UEL            | 0                  | 0                  | -           | -           | -           | 5      | 2      |        |
| 2022-2023       | Genk            | D1              | 15         | 1          | CB              | 1               | 0               | -                  | -                  | -                  | -           | -           | -           | 16     | 1      |        |
| Totale Genk     | Totale Genk     | Totale Genk     | 18+2       | 2+1        |                 | 1               | 0               |                    | 0                  | 0                  |             | -           | -           | 21     | 3      |        |
| 2022-2023       | Amburgo         | 2L              | 11         | 2          | CG              | 0               | 0               | -                  | -                  | -                  | -           | -           | -           | 11     | 2      |        |
| 2023-2024       | Amburgo         | 2L              | 28         | 0          | CG              | 3               | 0               | -                  | -                  | -                  | -           | -           | -           | 31     | 0      |        |
| Totale Amburgo  | Totale Amburgo  | Totale Amburgo  | 39         | 2          |                 | 3               | 0               |                    | -                  | -                  |             | -           | -           | 42     | 2      |        |
| 2024-2025       | Preußen Münster | 2L              | 20         | 1          | CG              | 1               | 0               | -                  | -                  | -                  | -           | -           | -           | 21     | 1      |        |
| Totale carriera | Totale carriera | Totale carriera | 81         | 6          |                 | 5               | 0               |                    | 0                  | 0                  |             | -           | -           | 86     | 6      |        |

### Cronologia presenze e reti in nazionale
| Cronologia completa delle presenze e delle reti in nazionale ― Ungheria | Cronologia completa delle presenze e delle reti in nazionale ― Ungheria | Cronologia completa delle presenze e delle reti in nazionale ― Ungheria | Cronologia completa delle presenze e delle reti in nazionale ― Ungheria | Cronologia completa delle presenze e delle reti in nazionale ― Ungheria | Cronologia completa delle presenze e delle reti in nazionale ― Ungheria | Cronologia completa delle presenze e delle reti in nazionale ― Ungheria | Cronologia completa delle presenze e delle reti in nazionale ― Ungheria |
| Data                                                                    | Città                                                                   | In casa                                                                 | Risultato                                                               | Ospiti                                                                  | Competizione                                                            | Reti                                                                    | Note                                                                    |
| ----------------------------------------------------------------------- | ----------------------------------------------------------------------- | ----------------------------------------------------------------------- | ----------------------------------------------------------------------- | ----------------------------------------------------------------------- | ----------------------------------------------------------------------- | ----------------------------------------------------------------------- | ----------------------------------------------------------------------- |
| 17-11-2022                                                              | Lussemburgo                                                             | Lussemburgo                                                             | 2 – 2                                                                   | Ungheria                                                                | Amichevole                                                              | 1                                                                       | 58’                                                                     |
| 23-3-2023                                                               | Budapest                                                                | Ungheria                                                                | 1 – 0                                                                   | Estonia                                                                 | Amichevole                                                              | -                                                                       | 76’                                                                     |
| 16-11-2023                                                              | Sofia                                                                   | Bulgaria                                                                | 2 – 2                                                                   | Ungheria                                                                | Qual. Euro 2024                                                         | -                                                                       | 74’                                                                     |
| 19-11-2023                                                              | Budapest                                                                | Ungheria                                                                | 3 – 1                                                                   | Montenegro                                                              | Qual. Euro 2024                                                         | -                                                                       | 78’                                                                     |
| Totale                                                                  |                                                                         | Presenze                                                                | 4                                                                       |                                                                         | Reti                                                                    | 1                                                                       |                                                                         |